# Sergueï Karassev
Pour les articles homonymes, voir Karassev.
Sergueï Vassilievitch Karassev (en russe : Сергей Васильевич Карасёв) est un joueur russe de basket-ball né le 26 octobre 1993 à Saint-Pétersbourg. Il mesure 2 m et joue aux postes d'arrière et d'ailier. Sergueï Karassev est le fils de Vassili Karassev, lui aussi joueur international de basket-ball.

## Biographie
Sergueï Karassev fait toute sa formation au Trioumf Lioubertsy.
Il est sélectionné dans l'équipe nationale russe pour participer au Championnat du monde masculin des 19 ans et moins de 2011 qui se déroule en Lettonie. La Russie (Karassev, Koulaguine, Trouchkine, Varnakov) élimine les États-Unis en quart de finale et finit à la 3e place. En moyenne, Karassev marque 15,3 points, prend 4,1 rebonds et fait 2,7 passes décisives.
Lors de la saison 2011-2012, il participe avec le Trioumf Lioubertsy à l'EuroChallenge. Le club termine la compétition 3e et, en moyenne, Sergueï Karassev marque 12,5 points, prend 3,5 rebonds et fait 2,1 passes décisives (en 25,7 minutes de jeu). Il est le joueur le plus adroit au lancer-franc de toute la compétition (87,3 %), il est aussi l'un des meilleurs tireurs à 3 points. En novembre 2011, il prend un tir à trois points décisif à quelques secondes de la fin de la rencontre face à Okapi Aalstar.
Le Triumpf Lioubertsy termine à la 4e place des play-offs lors de la saison 2011-2012 de la PBL et Karassev est élu dans la deuxième meilleure équipe-type du championnat (avec Vitali Fridzon, Viktor Khryapa, Vladimir Veremeenko et Torey Thomas).
En avril 2012, l'entraîneur de l'équipe nationale russe, David Blatt, inclut Sergueï Karassev dans l'effectif préliminaire de l'équipe. Il joue sa première rencontre pour l'équipe nationale contre la Macédoine le 14 juin 2012 et est conservé dans l'équipe pour les Jeux olympiques de 2012.
En mars 2013, Karassev est sélectionné pour participer au Nike Hoop Summit, une rencontre entre les meilleurs jeunes joueurs du monde qui a lieu le 20 avril à Portland,.
En avril 2013, Karassev inscrit son nom à la Draft 2013 de la NBA. Il est choisi par les Cavaliers de Cleveland en 19e position.
En juillet 2014, Karassev est envoyé aux Nets de Brooklyn dans un échange.
En juillet 2019, Karassev rejoint le BC Khimki Moscou où il signe un contrat de deux ans.
En juin 2021, Karassev retourne pour une saison au Zénith Saint-Pétersbourg.

## Palmarès
- Médaillé de bronze aux Jeux olympiques de 2012 de Londres.
- Vainqueur de la VTB United League et champion de Russie 2021-2022